# Feirinha do Alto
A Feirarte (Feira de Artesanato de Teresópolis) também conhecida como Feirinha do Alto, existe desde 1983 e reúne artesãos de diversos ramos artísticos em mais de 700 barracas. O destaque são para as peças de vestuário, vendidas em grande variedade e preços convidativos. Possui praça de alimentação e eventos artísticos. Está localizada na Praça Higino da Silveira, no Bairro do Alto, em Teresópolis. Funciona aos sábados, domingos e feriados.

## Histórico
Iniciada por volta de 1973/1974 por quatro moradores da cidade e um grupo de sul-americanos, que demonstravam seus produtos puramente artesanais em lonas abertas no meio da praça do alto, visando os turistas que visitavam a cidade de ar puro e clima de montanha. Regulamentada pela prefeitura em 1985, transformou-se na maior feira de artesanato do Rio de Janeiro. 

## Atrativos da feira
A Feirinha do Alto, conta hoje com 823 expositores de produtos variados, produtos como móveis e utilidades de bambu e palha, móveis e utilidades em madeira e couro, bijuterias e semijóias, alimentos artesanais (pães, bolos, chocolates, licores, doces e salgados, etc...), comidas típicas de vários estados brasileiros, e na grande maioria roupas, fabricadas em pequenas confecções caseiras.
Para as crianças a feira conta com um mini parck de diversões com roda de gaiola pula pula, carrocel e um trenzinho da alegria.
Muito verde ar puro, a bela cidade de Teresópolis, traz segurança, paz e tranqüilidade. Alimentação variada de ótima qualidade e higiene, móvel e artefatos para o lar, bijuteria fina e da última moda, vestuário para o lar e vestuário feminino, masculino e infantil em confecção artesanal de alta qualidade e com "preço" direto do fabricante.
Os números não são exatos, mas calcula-se que existam em Teresópolis mais de mil pequenas confecções e facções. A Feirarte durante as temporadas de férias recebe mais de "cinco mil" visitantes por fim de semana e durante o carnaval e semana santa este número dobra. A Feirarte gera mais de "três mil" empregos diretos e indiretos.